# Фарранк, Луиза
Луиза Фарранк (фр. Louise Farrenc, настоящее имя Жанна-Луиза Дюмон, фр. Jeanne-Louise Dumont; 31 мая 1804, Париж — 15 сентября 1875, там же) — французская пианистка, композитор и музыкальный педагог.

## Биография
Луиза Дюмон родилась в семье Жака-Эдме Дюмона, известного скульптора в четвёртом поколении (скульптором стал и её брат Огюст Дюмон). Рано проявила незаурядные художественные способности, с шести лет занималась музыкой, хорошо рисовала. Брала уроки фортепиано у Анн-Сесиль Сорья, ученицы Муцио Клементи, затем училась в Парижской консерватории у Антонина Рейхи, позднее занималась у Игнаца Мошелеса и Иоганна Гуммеля. В 1821 г. вышла замуж за флейтиста Аристида Фарранка (1794—1865), взяла его фамилию, концертировала вместе с ним. Муж стал импресарио пианистки, издателем её сочинений.
На протяжении 1820-х и начала 1830-х гг. Фарранк сочиняла фортепианные пьесы для собственного исполнения, однако затем её творческий диапазон как композитора постепенно расширялся. В 1836 её Вариация на русскую тему получила высокую оценку Шумана. Три симфонии Фарранк появились в 1843, 1846 и 1849 гг. Внимание специалистов привлекли и её камерные ансамбли — в частности, в премьере нонета Фарранк в 1850 г. участвовал Йозеф Иоахим. Её творчество ценили Шуман и Берлиоз, Шопен и Лист. В 1861 и 1869 гг. Фарранк получила премию Академии художеств. Нужно помнить, что музыкальная жизнь Франции в этот период была сосредоточена в театре, отсюда сравнительно узкий круг известности симфонических и камерных сочинений Луизы Фарранк, при всей её одаренности и высоких оценках знатоков, — об этом писал в своём Всемирном биографическом словаре музыкантов ведущий музыкальный критик эпохи Франсуа-Жозеф Фети.
В 1842—1872 гг. Луиза Фарранк преподавала фортепиано в Парижской консерватории. Её дочь Викторина (1826—1859) закончила консерваторию по классу фортепиано, несколько раз выступала вместе с матерью; умерла от туберкулёза. После смерти дочери Луиза Фарранк несколько лет не концертировала и больше уже не писала музыку. Помимо преподавания, её основным делом стала подготовка многотомной антологии фортепианной музыки Сокровищница пианистов (фр. Trésor des pianistes), выходившей в музыкальном издательстве, которое основал её муж; всего вышло 23 тома (первые семь были подготовлены вместе с мужем), в их составе состоялся ряд важных публикаций, в том числе первые издания ряда пьес Карла Филиппа Эммануэля Баха.

## Сочинения
В общей сложности наследие Фарранк включает 49 нумерованных сочинений. Долгое время они пребывали в забвении, но в последние десятилетия её фортепианные и камерные сочинения активно исполняются — в частности, её трио и квинтеты записал немецкий ансамбль Линос. Оркестром Северногерманского радио под управлением Иоханнеса Горицкого записаны её увертюры и симфонии (2004). В том же году трио Фарранк исполнил российский ансамбль Opus 11. В 2005 ретроспектива её работ была представлена в концертной аудитории Лувра.

## Избранные музыкальные произведения
- Brilliant Variations on a Theme by Aristide Farrenc, Op. 2 (ca. 1824)
- Overture No. 1 in E minor, Op. 23 (1834)
- Overture No. 2 in E flat major, Op. 24 (1834)
- Varied Russian Hymn, Op. 27 (1838)
- Блестящие вариации. Опус 15
- Блестящий вальс. Опус 48
- Ноктюрн
- Нонет для струнных и духовых ми-бемоль мажор, ор.38 (1849)
- Русские вариации. Опус 17
- Симфония № 1
- Симфония № 2 Ре мажор, ор.35.
- Симфония № 3
- Трио для кларнета, виолончели и фортепиано, op.44
- Фортепианный квинтет No. 1 Ля минор
- Фортепианный квинтет No. 2